# Ван де Лой, Том
Том Ван де Лой (нидерл. Tom van de Looi; 2 июля 1999 года, Бреда, Нидерланды) — нидерландский футболист, полузащитник итальянского клуба «Брешиа».

## Карьера
Ван де Лой является воспитанником нидерландского клуба «Гронинген».
В сентябре 2020 года перешёл в итальянский клуб «Брешиа».
Отец Тома — Эрвин ван де Лой — главный тренер молодёжной сборной Нидерландов.